# Oldtidens Grækenland
Oldtidens Grækenland (græsk: Ἑλλάς, Hellás) var en næsten tusindårig periode i Grækenlands historie både i Grækenland og mange af Middelhavs- og Sortehavsområderne. Oldtidens Grækenland bliver af de fleste regnet som den vigtigste grundlæggende kultur for den vestlige civilisation. Græsk kultur varede til kristendommens komme og havde stor påvirkning på Romerriget, som igen satte sit præg på den europæiske kultur.
De gamle grækeres civilisation har haft stor indflydelse på sprog, politik, uddannelse, filosofi, videnskab, kunst og arkitektur i den moderne verden. Den græske kultur var også katalysator for renæssancen i 14- og 1500-tallet.
Begrebet ”Antikkens Hellas” dækker den græsktalende verden. Ikke alene til den græske halvø og det moderne Hellas, men også til områderne med hellensk kultur, som var beboet af grækere: Cypern og De ægæiske øer, kysten omkring Det Ægæiske Hav kaldet Anatolien (dengang Ionien), Sicilien med Syditalien og de spredte, græske bosættelser på kysten af Illyrien, Thrakien, Egypten, Kyrene, Sydfrankrig og øst og nordøst på Den Iberiske Halvø.

## Grækerne
Grækerne kaldte deres land for Hellas og omtalte sig selv som hellenere (oprindeligt en stamme i det sydlige Thessalien). Den latinske benævnelse, som vi bruger, stammer fra en stamme fra det vestlige Hellas, Graii (latin: Graeci/Graecia, henholdsvis grækere og Grækenland). Man antager at stammen Graii var med ved koloniseringen af Cumae, den ældste græske koloni i Italien, og at benævnelsen derfra spredte sig ud over Italien.

## Periodeinddeling
”Oldtidens Grækenland” bliver sædvanligvis inddelt i tre perioder.
- Den første er arkaisk tid, hvor de græske bystater begyndte at udvikle sig, omtrent fra det 9. århundrede f.Kr. til perserkrigene (500 f.Kr.), slutningen på arkaisk tid
- Efter perserkrigene gik den græske historie ind i klassisk tid, som var højdepunktet i den antikke græske verden med en kultur, som blomstrede voldsomt. Den klassiske tid fortsatte frem til Alexander den Stores erobringer; selve skellet er ofte sat til Alexanders dødsår, 323 f.Kr.
- Perioden efter Alexander kaldes hellenistisk tid. Hellenismen og den antikke græske periode slutter ved Romerrigets erobring af den græske halvø i 146 f.Kr.

## Historie

### Arkaisk tid

#### Polisstater
Fra omkring 800 f.Kr. er der fund og kilder, som fortæller om en græsk kultur i vækst. Den nye græske civilisation var ikke centralt styret som den gamle højkultur i fx Mykene, men delt i mange små, selvstyrende samfund, som voksede frem rundt om et forsvarsværk (borg eller akropolis). Ordet akropolis betyder ”højborg” og kommer af, at græske bønder i løbet af de mørke århundreder byggede små forsvarsværker på toppen af højene i landskabet for at kunne flygte dertil, når fremmede hære nærmede sig.
Akropolis blev, efterhånden som den græske kultur hævdede sig, et vigtigt samlingssted i polisstaten. Lige neden for akropolis oprettedes ofte små torve, agora, hvor varer blev byttet mellem bønderne og handelsmænd. Byen blev det militære og økonomiske magtcentrum i staten til trods for, at det græske samfund hovedsageligt var et jordbrugsamfund, og at magten primært lå i hænderne på mænd med store landejendomme.
I hele det græske område var der omkring 600 polisstater. De lå ofte i konflikt med hinanden om grænserne.

#### Magtfordelingen i de tidlige polisstater
Oprindeligt var de græske polisstater monarkier, men da jordbrug var fundamentet i det græske samfund, sad det jordejende aristokrati på den virkelige magt. Jordejeraristokratiet var også en krigerstand, da det var det eneste med ressourcer til at eje våben. Aristokraterne i hver polisstat kæmpede indbyrdes og forsøgte at beherske mest mulig jord og magt og dræbte ofte monarken på deres vej: for aristokratiet var ”staten”. Småbønderne led under aristokratiets magtkampe.
Jern var lettere at udvinde end bronze. Bronzen var dyrt og vanskeligt at udvinde og var med til at fastholde aristokratiets magt, da det havde råd til at skaffe sig bronzevåben. Grækerne fik jern omkring 600 f.Kr. og udviklede hoplithære med bondesoldater, som gik i krig i tæt formation, falankser. De bondedominerede hære førte til, at bondestanden fik mere magt, og det påvirkede magtfordelingen.
Jernalderen opstod i Sydøsteuropa allerede omkring 1500 f.Kr. med hittitterne, en indoeuropæisk folkegruppe. På grund af jernets kvalitet og enkle udvindingsproces forsøgte hittitterne at holde opskriften på fremstilling af jern hemmelig, men i længden var det umuligt.
Aristokratiet kom nu i konflikt med en voksende handelsstand, der blomstrede pga. mønter omkring 680 f.Kr.. Fra midten af 600-tallet samledes handelsstanden og bønderne ofte omkring populistiske ledere, som blev kaldt tyranner, eneherskere som skulle fordele jorden retfærdigt mellem indbyggerne i staten. En tyran skulle bruge sin enevældige magt til at tage jorden fra aristokratiet og uddele den til borgerne. Men tyrannerne førte ofte samme politik som enevældige herskere gennem historien: de misbrugte magten.
Tyranni havde ikke samme negative klang i det gamle Grækenland som tyran og diktator har i dag. En tyran var en succesrig oprørsleder, der ofte havde støtte fra en stor del af folket (i hvert fald i begyndelsen af sin magtperiode).
Man ser ofte en udvikling fra monarki til tyranni (og tilbage til monarki igen) i polisstaterne. Da tyrannerne misbrugte deres magt og blev overvundet og erstattet af nye tyranner, udviklede de fleste stater en form for demokrati, folkestyre. De oprettede folkeforsamlinger, som mødtes regelmæssigt og bl.a. udviklede lovgivning.

#### Udviklingen af den græske kultur
I 700-tallet f.Kr. overtog grækerne en lydskrift fra fønikerne som vores alfabet. Derfor har vi skriftlige kilder til græsk kultur, som er lette at tyde; og det er denne kultur fra det gamle Grækenland, mange regner som det kulturelle grundlag for vestlig kultur.
Til trods for at grækerne aldrig blev samlet i en centraliseret stat, så de sig selv som ét folk. De skelnede mellem grækere og barbarer (det græske lydmalende ord bárbaros betyder folk, der ikke taler græsk).

#### Mægtige poliser
Før det 6. århundrede f.Kr. var Athen, Sparta, Korinth og Theben de dominerende polisstater. Alle fire havde underlagt sig småstater og udvidet deres magtområder. Inden søfarten og handlen rigtigt udviklede sig, var det Athen og Korinth som dominerede.
Athen og Sparta udviklede sig efterhånden til de mest dominerende polisstater og kom til at lede Peloponneserkrigen på hver deres side i en blodig konflikt, som splittede hele den græske civilisation. De to stater var meget forskellige, både kulturelt og samfundsmæssigt: demokratiet rådede i Athen, mens Sparta var et oligarki med en blandet forfatning.
Polisen Athen lå på Attika, som ikke var særlig velegnet til jordbrug. Af den grund producerede staten hovedsageligt olivenolie og andre luksusvarer, som blev solgt for jordbrugsvarer. De var tvunget til at handle, og det var en af årsagerne til at Athen blev den dominerende polisstat på havet.

#### Perserkrigene
Mod slutningen af det 6. århundrede f.Kr. herskede Dareios den Store over et enormt rige fra Vestkina til Østeuropa. I 513 f.Kr. erobrede Dareios for første gang Thrakien og Makedonien, og den makedonske konge, Alexander 1., blev hans vasal.
I 499 f.Kr. brød det ioniske oprør ud igangsat af Aristagoras i Milet. De ioniske byer forkastede de tyranner, som perserne havde indsat, dannede forbund og bad om hjælp fra andre grækere. Athen sendte tyve skibe og Eretria fem, og flåden hjalp med at sprede oprøret langs kysten. I 498 f.Kr. erobrede og brændte grækerne Sardes. Det resulterede i en persisk invasion. Den græske flåde blev knust i slaget ved Lade i 494, og de ioniske byer blev plyndret, selv om de fik indført demokratisk styre.
I 492 f.Kr. overmandede en hær kommanderet af Dareios' svigersøn Mardonios Thrakien og Makedonien, men i forsøget på at angribe Athen forliste hans flåde i et uvejr ved Athosbjerget. Næsten hele hæren blev dræbt, og Mardonios vendte kvæstet hjem. Det lykkedes athenerne at slå perserne i slaget ved Marathon og ved Salamis.
Perserkrigene markerer overgangen fra arkaisk tid til klassisk tid i græsk historie.

### Klassisk tid

#### Peloponnesiske Krig
Efter perserkrigene gik flere bystater sammen i forbund for at forsvare sig mod Persien: det athenske søforbund blev grundlagt i 477 f.Kr.. Athen blev den naturlige leder, da byen havde langt den største flåde i den græske verden. I løbet af nogen årtier formåede Athen at omdanne forbundet til et athensk imperium, som førte til misfornøjelse blandt enkelte bystater.
I 433 f.Kr. udviklede der sig en konflikt mellem poliserne Korkyra og Korinth. I den måtte Korkyra bede Athen om hjælp. En alliance ville betyde, at Athen kom i konflikt med Korinth og dens allierede Sparta. Det ville betyde et brud på den trediveårsaftale, som forbød Athen at udvide sit imperium. Forespørgslen fra Korkyra førte til en heftig debat i folkeforsamlingen i Athen, men alle fulgte Perikles' råd om at indgå alliancen.
Spartanerne prøvede flere gange at løse konflikten diplomatisk, fordi de ønskede at undgå en konflikt med Athen. Perikles fastholdt Athens krav og ønskede ikke at indgå kompromis med Sparta. Krigen var ikke til at undgå.
Den første del af krigen varede fra 431 til nikiasfreden i 421 f.Kr., hvor Sparta og Athen indgik en fredsaftale, som skulle vare i 50 år. Men allerede i 413 f.Kr. var krigen i gang igen og varede helt til Athens totale nederlag i 404 f.Kr.

### Hellenistisk tid

#### Alexander den Stores erobringer
Efter at Filip havde etableret et makedonsk militært og diplomatisk overherredømme i Hellas, drog Alexander af sted i 334 f.Kr. på sine berømte erobringer. Den første og mest kendte var den, som underlagde Persien efter en afstemning i et græsk rådsmøde i Korinth. Han krydsede Hellesponten til Lilleasien med omkring 40.000 græske og makedonske soldater, slog den persiske armé ved Granicus-floden og befriede de græske byer i Karia, Lykien og Pamfylien ved vestkysten af Lilleasien, den ioniske kyst. Ved Halikarnassos i Karia gennemførte Alexander den første af mange belejringer.
Alexander efterlod et enormt rige med persisk-græsk kultur til sine efterfølgere (diadokerne eller diadochoi) som kæmpede om magten:
Alexanders rige blev først delt i fire betydelige dele: Kassandros herskede i Hellas, Lysimachos i Lilleasien og Thrakien, Seleukos I Nikator i Mesopotamien og Syrien, og Ptolemaios 1. (eller Ptolemaios Soter) i Levanten og Egypten. Snart overtog Lysimachos Kassandros' del og riget blev delt i tre: Ptolemaios Soter i Egypten, Antigonos Monofthalmos (bogstaveligt ”den enøjede” på græsk) og Seleukos i Mellemøsten. Omkring 281 f.Kr. bestod kun to dynastier i Alexanders rige — Seleukiderne i nord og Ptolemæerdynastiet i syd.
Mange byer bar Alexanders navn: Alexandria og Alexandropolis og andre alexandriske navne var spredt ud over landområderne, han havde erobret. Hvilken drøm han end havde om at sammenføje de græske og persiske kulturer, døde hans drøm kort tid efter ham. Makedonerne og grækerne tvang den persiske kultur til en mindre betydelig position.

## Samfundet

### Demokratiets oprindelse
Demokratiets fader var atheneren Solon, som virkede som statsmand og digter i byen omkring år 600-550 f.Kr. Tidligere blev Athen styret af mænd fra ledende slægter i lavlandet. På Solons tid var vilkårene modne til en ny magtfordeling. Athen kunne nu inddeles i fem samfundsklasser. Øverst var pentakosiomedimnoi (som havde gårde og som kunne producere 500 tønder korn om året eller produkter af lignende værdi), hippeis (som havde råd til heste og kavaleriudstyr). Under de to overklasser var der to mellemklasser: zeugitai (som havde råd til våben og kunne deltage i infanteriet) og thetes (som ikke havde råd til det). De to mellemklasser var demos (folket). Under de fire klasser var slaverne.
I det nye demokratiske system fik demos visse begrænsede demokratiske rettigheder. Solon udtrykte det: ”Jeg gav så mange privilegier til demos, som det var nødvendigt for dem, så de ikke blev frataget deres ære eller forsøgte at få mere end det [...] demos adlyder deres ledere bedst, når de ikke er drevet af vold og ikke får for frie vilkår.”
På Solons tid var det imidlertid langt fra noget almindeligt demokratisk samfund. Demokratiet blev ikke indført før Kleisthenes' reformer i 508 f.Kr.

### Institutioner i det athenske samfund
Athen stod på mange måder i kulturel og politisk opposition til Sparta. Athen var en af mange græske bystater, som havde haft aristokratisk styre og nu var nået til demokratiet.
De grundlæggende magtinstanser i Athen var Folkeforsamlingen, som var et møde, hvor alle frie athenske borgere over 18 år kunne komme med lovforslag, debattere og stemme om de nye love. Folkeforsamlingen mødtes ca. 40 gange om året. Ved lodtrækning i Folkeforsamlingen blev Rådet på 500 mænd over 30 år valgt. De sad et år. De skulle forberede sagerne før Folkeforsamlingen. Årsagen til lodtrækningen var, at mægtige borgere ikke skulle kunne tvinge sig til stemmer og magtpositioner. Athenerne så lodtrækningen som den højeste demokratiske valgform.

### Samfundsstruktur
Kun frie mænd kunne opnå borgerskab og fuld beskyttelse af loven i en polis. I de fleste bystater gav det ikke socialt fordelagtige privilegier, som i antikkens Rom. Det gav ingen specielle privilegier at blive født ind i en rig familie. Visse familier havde kontrol med religiøse funktioner, men det gav ikke nødvendigvis mere politisk magt. I Athen, hvor befolkningen var inddelt i social-økonomiske klasser baseret på formue, kunne indbyggere skifte klasse afhængigt af, om de tjente flere penge.
Men i Sparta fik alle mandlige borgere titlen lik, når de blev færdige med deres uddannelse. De spartanske konger kom dog sædvanligvis fra to familier.
Slaver havde ingen magt eller status. De havde ret til at have deres egen familie og egen ejendom, men havde ingen politiske rettigheder. Før 600 f.Kr. havde slaveriet spredt sig rundt i Grækenland. Før 500 f.Kr. udgjorde slaverne en tredjedel af befolkningen i enkelte bystater.
De fleste familier ejede slaver, som blev brugt som hushjælp eller arbejdere. Selv fattige familier kunne eje en slave eller to. Slaveejerne havde ikke lov til at slå eller dræbe deres slaver. Ejerne gav ofte løfte om at befri deres slaver som en motivering for at de skulle arbejde hårdere. Befriede slaver blev, i modsætning til i antikkens Rom, ikke borgere, men blev optaget i metoikpopulationen med folk fra udlandet og andre bystater, som officielt havde lov til at bo i bystaten.
Bystaterne havde også deres slaver. De offentlige slaver havde større uafhængighed end dem, der var ejet af private. De offentlige slaver levede for sig selv og udførte specielle opgaver. I Athen blev offentlige slaver oplært til at holde øje med falskmøntneri, mens tempelslaverne arbejdede som tjenere for templets gud.
Sparta havde en speciel type slaver, heloter. De var græske krigsfanger, der var ejet af staten og tildelt familierne. Heloterne ordnede mad og husarbejde, for at de spartanske kvinder kunne koncentrere sig om at opfostre stærke børn, og mændene kunne vie deres tid til at træne som hopliter. Heloterne blev dårligt behandlet og gjorde ofte oprør.

### Dagligliv
I bystaterne levede borgerne enten i lave lejlighedsbygninger eller i privatboliger afhængigt af formuen. Større huse, offentlige bygninger og templer lå omkring agoraen. Mange boede også i små landsbyer og på landbrug omkring byerne. I Athen boede flere uden for bymurene end indenfor (det er beregnet, at af en befolkning på 400.000 boede 160.000 inden for bymuren; det er et stort antal for et præindustrielt samfund).
Et almindeligt græsk hus indeholdt sædvanligvis soverum, lagerrum og køkken omkring en lille indvendig gårdsplads. Gennemsnitsstørrelsen i 400-tallet f.Kr. var 230 m² og var meget større end nogen af samtidens civilisationer.
En husholdning bestod almindeligvis af et par forældre og deres børn. Manden var ansvarlig for at skaffe arbejdskraft og investere i land og handel. Kvinden var ansvarlig for husholdningens varer og slaver. Slaverne havde ansvaret for madlavning, vand, opvask og børn. Mændene havde deres egne rum til gæster: fremmede, mandlige besøgende havde ikke lov til at være i samme rum som kvinder og børn. Velstående mænd inviterede ofte venner til et symposium (en fest eller et drikkegilde). Lys kom fra olivenolielamper, mens varmen kom fra et trækulsfyrfad. Møblerne var enkle og sparsomme: stole, bord og senge.
Omkring 80% af den græske befolkning arbejdede med landbrug som i alle førindustrielle civilisationer. Jorden i Grækenland var ikke specielt indbringende, og regn forekom kun i lille målestok. Forskning tyder imidlertid på, at klimaet har ændret sig lidt siden oldtiden, men det var ofte nødvendigt at vande jorden og luge afgrøderne. Okser blev brugt til pløjning, men de allerfleste opgaver blev efter al sandsynlighed udført med håndkraft. Den græske bonde ville helst producere, så han kunne bidrage til fester og købe fisk, salt og metal.
Maden i den gamle, græske verden var simpel. De fattige spiste normalt kun grød evt. tilsat løg, grøntsager og ost eller olivenolie. Der var kun få, der spiste kød. Bagerierne solgte brød hver dag, mens små boder stod for tilbehør. Vin fortyndet med vand var den foretrukne drik.
Tøjet i den antikke, græske verden forandrede sig kun lidt. Både mænd og kvinder gik i løse peplos og tunikaer. Begge var ofte farverige og blev fæstet med et bælte. Kapper, læderstøvler og hatte i koldt vejr, og i varmere vejr blev støvlerne erstattet af sandaler. Kvinder gik med juveler og brugte kosmetik, specielt pulveriseret bly, som gav dem en bleg hudfarve. Mænd havde skæg til Alexander den Store gjorde barbering som mode.
Medicinen i antikkens Grækenland var meget begrænset. Hippokrates forsøgte at adskille overtro fra medicinsk behandling i det 5. århundrede f.Kr. Urtemedicin blev brugt smertestillende, og læger var i stand til at udføre visse former for kirurgi. De havde imidlertid ingen kur mod infektioner, så grækere kunne dø af dem.
For at holde sig i form og være klar til militærtjeneste trænede mændene hver dag. De fleste bystater havde mindst et gymnasium, en træningsbygning med både løbebane, bassin, forelæsningssal og park. I byerne, undtagen Sparta, var gymnasierne kun åbne for mænd, og øvelserne blev udført nøgen: gymnasium af græsk: gymnos, ”nøgen”.
Bystatsfesterne stod for megen underholdning. Guderne blev æret ved konkurrencer, musik, drama og poesi. Athenerne hævdede, at deres by havde en festival hver anden dag. Store panhellenske festivaler med tilknyttede sportslege blev afholdt i Olympia (Olympiske lege), Delfi (Pythiske lege), Korinth (Isthmiske lege) og Nemea (Nemeiske lege). De atleter og musikere, som vandt disse dyster blev rige og berømte. Den mest populære, men også kostbareste konkurrence var væddeløb med stridsvogne.

### Uddannelse
I den græske verden, bortset fra Sparta, var uddannelse et privat anliggende. Kun de allerrigeste havde råd til at ansætte en lærer, som kunne være en slave. I den hellenistiske periode blev der imidlertid etableret nogle offentlige skoler. Drenge lærte at læse, skrive og recitere litteratur; de lærte også at synge og at spille et instrument ved siden af den atletiske træning til militærtjeneste. De studerede ikke for at få en karriere, men for at blive gode borgere. Piger lærte også at læse og skrive og desuden lidt regning, så de kunne holde orden på husholdningen.
Kun de færreste havde mulighed for at tage en uddannelse efter barndommen. En vigtig del af en god uddannelse var et kærlighedsforhold til en ældre mentor: Drengen lærte ved at høre sin mentor tale om politik i agoraen, ved at hjælpe ham med hans offentlige gøremål, træne med ham i gymnasiet og ved at deltage i symposier. De rigeste studenter fortsatte uddannelsen på universitetet. Disse universiteter var organiseret af berømte lærere. Athens mest berømte universiteter var Platons akademi og Aristoteles' Lykeion.

### Matematik og filosofi
Grækerne leverede vigtige bidrag til udviklingen af både filosofien og matematikken, og mange af de store grækere fra denne tid var både matematikere og filosofer. Den første græske matematiker, som nævnes i historiske kilder, var Thales fra Milet. Han regnes også for den første græske filosof og videnskabsmand. En af de mange historier, som er nedskrevet om Thales, er at han ved beregninger kunne forudsige en solformørkelse i 585 f.Kr. Han bliver også anset for ophavsmand til grundlæggende matematisk viden, som at diameteren deler cirkelen i to lige store dele og at vinklerne i en ligesidet trekant er lige store.
Den kendteste græske matematiker Pythagoras var fra øen Samos ud for det nuværende Tyrkiet. Han slog sig ned i en lille græsk by i det sydlige Italien. Her havde han en gruppe disciple omkring sig, og den blev senere kaldt pythagoræerne. Det var en religiøs og filosofisk skole, som der er knyttet mange historier og myter til. Pythagoræerne var meget optaget af tal, og Pytagoras bliver ofte tillagt udsagnet: ”Alt er tal”. Pythagoras opdagede også forholdet mellem harmoniske toner i musikken.
Det vigtigste bidrag, de gamle grækere havde til matematikken, var nok det matematiske bevis. Tidligere civilisationer havde også haft et højt udviklet matematisk sprog, men kun i form af mere eller mindre veludviklede tilnærmelser til løsninger af bestemte problemer og udregninger. For de græske matematikere var det ikke længere nok kun at regne sig frem til en løsning på problemerne, de måtte også bevise at svaret var rigtigt. Størstedelen af den græske matematik blev samlet af Euklid i hans værk Elementerne. Her ser vi for første gang en strengt og logisk opbygget matematik, som begynder med definitioner og aksiomer og beviser sætningen ud fra dem. Dette værk har haft stor betydning for udviklingen af matematikken, og det er brugt til undervisning i geometri ved universiteterne helt frem til vor tid.
Archimedes er en af de største matematikere nogensinde og sammenlignes med Isaac Newton og Carl Friedrich Gauss. Ifølge Plutark blev Archimedes dræbt af en romersk soldat, mens han skrev matematiske formler i sandet. Archimedes er kendt for at have opdaget loven om legemers opdrift i væske i sit bad. I forbindelse med denne opdagelse siges det, at han løb nøgen gennem gaderne, mens han råbte ”Heureka!” (”Jeg har fundet det!”) – henrykt over opdagelsen.
- Parthenon set fra vest.
- Buste af historikeren Herodot.
- Teatret i Epidaurus.